# Gunung Larang
Gunung Larang is een bestuurslaag in het regentschap Brebes van de provincie Midden-Java, Indonesië. Gunung Larang telt 1836 inwoners (volkstelling 2010).